# Gœsdorf
Gœsdorf (luxemburgiska: Géisdref) är en kommun och en by i nordvästra Luxemburg. Kommunen ligger i kantonen Wiltz. Den hade 1 543 invånare år 2017.